# مارتن ماير
مارتن ماير (بالإنجليزية: Martin Mayer)‏ هو مؤلف أمريكي، ولد في 14 يناير 1928 في نيويورك في الولايات المتحدة.